# Выборы губернатора Калининградской области (2017)
Досрочные выборы губернатора Калининградской области состоялись в Калининградской области 10 сентября 2017 года в единый день голосования. Губернатор избирался сроком на 5 лет.
На 1 января 2017 года в Калининградской области было зарегистрировано 789 266 избирателей.
Председатель Избирательной комиссии Калининградской области — Инесса Винярская.

## Предшествующие события
Предыдущие выборы губернатора Калининградской области прошли в 2015 году. На них победил Николай Цуканов, руководивший регионом с 2010 года по назначению президента РФ.
28 июля 2016 года Цуканов ушёл в отставку по собственному желанию. Исполняющим обязанности губернатора стал Евгений Зиничев.
6 октября 2016 года Зиничев ушёл в отставку с должности и. о. губернатора Калининградской области по собственному желанию, в связи с семейными обстоятельствами. Врио губернатора назначен Антон Алиханов.

### Ключевые даты
- 8 июня 2017 года Калининградская областная дума назначила выборы на 10 сентября 2017 года (единый день голосования)[7].
  - 9 июня постановление о назначении выборов было опубликовано в СМИ[8].
  - 9 июня опубликован расчёт числа подписей, необходимых для регистрации кандидата[9].
  - с 9 по 29 июня — период выдвижения кандидатов[8].
  - агитационный период начинается со дня выдвижения кандидата и прекращается за одни сутки до дня голосования.
- с 11 по 21 июля — представление документов для регистрации кандидатов, к заявлениям должны прилагаться листы с подписями муниципальных депутатов[8].
- с 12 августа по 8 сентября — период агитации в СМИ[8].
- 9 сентября — день тишины.
- 10 сентября — день голосования.

## Выдвижение и регистрации кандидатов
В Калининградской области кандидаты выдвигаются только политическими партиями, имеющими право участвовать в выборах, или их региональными отделениями.
Каждый кандидат при регистрации должен представить список из трёх человек, один из которых, в случае избрания кандидата, станет представителем правительства региона в Совете Федерации.

### Муниципальный фильтр
В Калининградской области кандидаты должны собрать подписи 8 % муниципальных депутатов и глав муниципальных образований. Среди них должны быть подписи депутатов районных и городских советов и (или) глав районов и городских округов в количестве 8 % от их общего числа. При этом подписи нужно получить не менее чем в трёх четвертях районов и городских округов. По расчёту избиркома, каждый кандидат должен собрать от 37 до 39 подписей депутатов всех уровней и глав муниципальных образований, из которых от 30 до 32 — депутатов райсоветов и советов городских округов и глав районов и городских округов не менее чем 17 районов и городских округов области.

## Кандидаты
| Кандидат            | Должность (на момент выдвижения) | Партия выдвижения | Статус                                                                           | Кандидаты в Совет Федерации |
| ------------------- | --- | ----------------- | -------------------------------------------------------------------------------- | --------------------------- |
| Антон Алиханов      | врио губернатора Калининградской области                                                                                               | Единая Россия     | зарегистрирован                                                                  |                             |
| Евгений Мишин       | депутат Калининградской областной думы, зампредседателя комитета по международным и межрегиональным делам, безопасности и правопорядку | ЛДПР              | зарегистрирован                                                                  |                             |
| Игорь Ревин         | депутат Калининградской областной думы                                                                                                 | КПРФ              | зарегистрирован                                                                  |                             |
| Владимир Султанов   | замдиректора ООО «Салон парикмахерская „Диана“»                                                                                        | КПСС              | отказано в регистрации (не предоставлены документы, необходимые для регистрации) |                             |
| Екатерина Тимофеева | председатель Камчатской краевой экологической общественной организации «Камча»                                                         | Зелёные           | зарегистрирован                                                                  |                             |

## Социологические исследования
| Опрос                             | Явка | Алиханов | Ревин  | Мишин | Тимофеева | Испорчу бюллетень | Не пойду на выборы | Затруднились ответить |
| --------------------------------- | ---- | -------- | ------ | ----- | --------- | ----------------- | ------------------ | --------------------- |
| ВЦИОМ, 10-20 августа 2017         | -    | 66 %     | 3 %    | 2 %   | 1 %       | 1 %               | 8%                 | 18 %                  |
| ВЦИОМ прогноз, 10-20 августа 2017 | -    | 76,7 %   | 11,4 % | 9,5 % | 0,9 %     | 1,5 %             | -                  | -                     |

## Итоги выборов

Карта явки на выборы.

| Место                       | Место                       | Кандидат                    | Партия                      | Голосов | %       |
| --------------------------- | --------------------------- | --------------------------- | --------------------------- | ------- | ------- |
|                             | 1.                          | Антон Алиханов              | Единая Россия               | 255 491 | 81,06 % |
|                             | 2.                          | Игорь Ревин                 | КПРФ                        | 28 007  | 8,89 %  |
|                             | 3.                          | Евгений Мишин               | ЛДПР                        | 17 256  | 5,47 %  |
|                             | 4.                          | Екатерина Тимофеева         | Зелёные                     | 7966    | 2,53 %  |
| Действительных бюллетеней   | Действительных бюллетеней   | Действительных бюллетеней   | Действительных бюллетеней   | 308 720 | 97,95 % |
| Недействительных бюллетеней | Недействительных бюллетеней | Недействительных бюллетеней | Недействительных бюллетеней | 6467    | 2,05 %  |
| Всего                       | Всего                       | Всего                       | Всего                       | 315 187 | 100 %   |
|                             |                             |                             |                             |         |         |
| Явка                        | Явка                        | Явка                        | Явка                        | 315 187 | 39,33 % |
| Общее число избирателей     | Общее число избирателей     | Общее число избирателей     | Общее число избирателей     | 801 351 |         |